# Pablo Honey
Pablo Honey е първият студиен албум на британската група Рейдиохед, издаден есента на 1993 г. Групата печели голяма популярност с песента „Creep“, вторият сингъл от албума. Продадени са над 2 милиона копия от Pablo Honey. Албумът става златен в САЩ.

## Списък на песните в албума
1. „You“ – 3:29
2. „Creep“ – 3:56
3. „How Do You?“ – 2:12
4. „Stop Whispering“ – 5:26
5. „Thinking About You“ – 2:41
6. „Anyone Can Play Guitar“ – 3:38
7. „Ripcord“ – 3:10
8. „Vegetable“ – 3:13
9. „Prove Yourself“ – 2:25
10. „I Can't“ – 4:13
11. „Lurgee“ – 3:08
12. „Blow Out“ – 4:40